# 輸入車ガイドブック
『輸入車ガイドブック』（ゆにゅうしゃガイドブック）（英語:IMPORTED CARS GUIDE BOOK ）とは、日刊自動車新聞社が毎年1回発行していた輸入車の総合年鑑である。正式名称には頭に発行年の翌年の西暦が付き、例えば2017年年末に発行されるものは「2018輸入車ガイドブック」となる。
2017年年末発行分を最後に休刊となり、復刊の見通しも立っていないことから、事実上廃刊となっている。

## 内容
日本で正規輸入される乗用車を全車種掲載していた。しかし、日本自動車輸入組合（JAIA）に加盟していないインポーターのモデルに関しては掲載されなかった。
また、かつては商用車（トラック・バス）や日本メーカーの逆輸入車も掲載されていた。
掲載される写真の中には本国仕様車の写真を掲載するケースがあり、例として日本仕様車にはない仕様（例：マニュアルトランスミッション、左ハンドル仕様）が掲載されることがあり、断り書きが目次に掲載されていた。
表紙はかつては自動車雑誌のように特定の一車種を載せていたが、2009年版から2013年版までは各ブランドのエンブレムを掲載するスタイルになっていた。2014年版から2018年版(暫定最終版)は特定の車種またはイラスト調の表紙だった。

## 名称
1964年に「'65外車アルバム」（FOREIGN CARS ALBUM DELUXE ）が日刊自動車新聞社から発売され、これが起源だと思われる。掲載車種はアメリカ車が中心だったが、シュコダやパナール、ファセルといった現在では輸入されていないメーカーの車種も掲載されていた。
その後、「外車ショウガイドブック」（1970年）として刊行され、東京・晴海などで開催された「外車ショウ」のガイド的だったといえる。その後遅くとも1975年版から「外国車ガイドブック」（英語:FOREIGN CAR GUIDE BOOK ）、1976年版からは「外国車ガイドブック」（英語:FOREIGN CARS GUIDE BOOK ）、1981年版から「外国車ガイドブック」（英語:IMPORTED CARS GUIDE BOOK ）に名称が変更され、1990年版からは現在と同じ「輸入車ガイドブック」（英語:IMPORTED CARS GUIDE BOOK ）になった。

## 記載順
当初は国名別に分かれており、アメリカ合衆国のメーカーが一番先で、次にイギリス、ドイツ、イタリア、フランス、スウェーデンの順で、韓国や日本車メーカーの逆輸入車は最後に掲載された。また、車両本体価格は本文には掲載されず、巻末に掲載されるケースが多かった。
2000年版になると国別ではなく、ブランド別のアルファベット順に変更となった。これはダイムラー・クライスラー（現メルセデス・ベンツ・グループ）のようにメーカーの国籍が複雑化していった結果だと思われる。

## 販売・頒布
東京モーターショー（現在のジャパンモビリティショー）が開催される年は会場内で先行販売が行われ、その後全国の書店に並ぶケースが多かった。開催がない年は毎年11月頃に発売されていたもようである。また、地方各地で開催の輸入車ショウ会場でも販売され、場合によっては来場者プレゼントとして用意されていた。

## CD-ROM版
1997年より数年間、パソコン用CD-ROM（Windows/Macintoshハイブリッド）としてImported Cars Navigatorが発行されていた。